# Victor Ponta
Victor-Viorel Ponta (Bucarest, 20 settembre 1972) è un politico rumeno, Primo ministro della Romania dal 7 maggio 2012 al 5 novembre 2015 e presidente del Partito Social Democratico dal 2010 al 2015.
È stato procuratore dal 1995 al 2001, per poi entrare in politica nei ranghi del Partito Social Democratico su sprone dell'allora primo ministro Adrian Năstase, che ne è anche stato relatore della tesi di dottorato.
Capo del corpo di controllo del Governo su nomina del premier tra il 2001 e il 2004, è successivamente stato ministro con delega al controllo dell'implementazione dei programmi di finanziamento internazionale e alla verifica dell'applicazione dell'acquis comunitario del governo Năstase. Tra il 2008 e il 2009 è stato ministro per i rapporti con il Parlamento del governo Boc I.
Divenuto presidente del PSD, tra il 2011 e il 2014 ha condiviso con Crin Antonescu la leadership dell'Unione Social-Liberale, coalizione che lo ha sostenuto per l'incarico di primo ministro. Dal 2012 al 2015 ha quindi guidato quattro governi formati da diverse maggioranze costruite intorno al PSD. Ha rassegnato le proprie dimissioni a seguito dell'incendio del Colectiv e delle manifestazioni di protesta collegate.
Nel 2014 è giunto al ballottaggio delle elezioni presidenziali del mese di novembre, uscendo sconfitto dal candidato del PNL Klaus Iohannis. Si è candidato nuovamente alla presidenza della Romania nel 2025 in veste di indipendente.
A livello di partito è stato presidente dell'organizzazione giovanile del PSD (2002-2006), vicepresidente (2003-2004 e 2006-2010) e poi presidente del PSD (2010-2015).
Tra gli altri incarichi istituzionali è stato membro della Camera dei deputati della Romania in cinque legislature dal 2004 al 2020 e nuovamente a partire dal 2024.

## Biografia

### Origini, formazione e carriera
È nato a Bucarest da una famiglia di origini italo-albanesi. Secondo sue stesse dichiarazioni la famiglia del padre, Ninel Ponta (deceduto nel 1992), originariamente chiamata Ponte, proveniva da Trieste e avrebbe raggiunto la Transilvania verso la fine del XIX secolo, per aiutare a costruire una strada tra Pecica e Nădlac commissionata dalle autorità austro-ungariche. La madre Cornelia Naum, invece, discendeva da una famiglia albanese di etnia arumena del villaggio di Moscopoli.
Ha frequentato il liceo "Ion Neculce" di Bucarest e nel 1995 si è laureato in legge all'Università di Bucarest, iniziando ad esercitare la professione di procuratore presso il tribunale del Settore 1.
Nel 1998 è stato assunto dalla sezione anti-corruzione e procedimenti penali della procura dell'Alta corte di cassazione e giustizia con specializzazione in infrazioni economiche e finanziarie. Nel 2000 è diventato coordinatore dell'ufficio per la lotta al riciclaggio.
Nel 2003 ha conseguito un dottorato in giurisprudenza all'Università di Bucarest con una tesi sulla Corte penale internazionale, il cui relatore era il primo ministro Adrian Năstase.
Ha inoltre insegnato diritto presso l'Università Romena-Americana di Bucarest.

### Ingresso in politica
È entrato in politica nel 2001 come membro del Partito Social Democratico su invito di Adrian Năstase, che gli ha dato il soprannome di "piccolo Titulescu".
Nel 2001 è stato incaricato dei ruoli di membro del consiglio di sorveglianza dell'Autorità nazionale per la valorizzazione degli attivi bancari e della Commissione speciale per fatti di natura penale commessi dai membri del Governo. Dal 2001 al 2004 è stato capo del corpo di controllo del Governo con il rango di segretario di Stato. In questa funzione ha contribuito a scoprire casi di uso fraudolento di fondi europei.
Nel marzo 2004 è stato nominato ministro con delega al controllo dell'implementazione dei programmi di finanziamento internazionale e alla verifica dell'applicazione dell'acquis comunitario del governo Năstase. Il mandato si è esaurito nel dicembre dello stesso anno.
A livello di partito dal novembre 2002 al novembre 2006 è stato presidente della sezione giovanile del Partito Social Democratico, la TSD, mentre il 9 luglio 2003 è stato nominato vicepresidente del PSD. Ha mantenuto il ruolo fino alla sospensione della delegazione permanente del PSD da parte di Năstase nel luglio 2004. Dal 2005 al 2007 è stato anche vicepresidente dei Giovani Socialisti Europei.
Nel corso del congresso del 21 aprile 2005 si è candidato alla funzione di segretario generale del partito, ma con 469 voti è arrivato secondo alle spalle di Miron Mitrea, indicato da 576 colleghi.
È tornato a rivestire l'incarico di vicepresidente del PSD dopo il congresso del 10 dicembre 2006. In tale occasione ha ricevuto i voti di 887 delegati e gli è stato assegnato il ruolo di responsabile per lo stato di diritto, la giustizia e i diritti del cittadino.

### Elezione a deputato

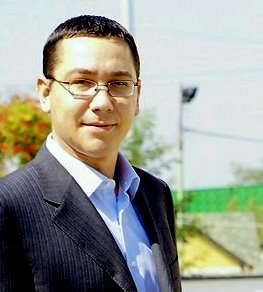
Victor Ponta nel 2010.

Eletto deputato nel 2004, nel corso della legislatura è stato segretario (dicembre 2004-settembre 2006) e vicepresidente (settembre 2006-febbraio 2007) dell'ufficio di presidenza della camera dei deputati, oltre che membro della commissione giuridica, di quella per la riforma della legge elettorale e della commissione d'inchiesta per l'analisi delle attività del ministero dell'economia. Nel 2007 ha gestito a nome del PSD le negoziazioni per l'introduzione di una legge elettorale basata sul voto maggioritario uninominale.
Nel 2008 ha fatto parte di una commissione congiunta tra il PSD e gli alleati del Partito Conservatore per la preparazione di un programma settoriale per le elezioni parlamentari di dicembre sui temi di pubblica amministrazione e decentramento, cui partecipavano anche Liviu Dragnea, Ilie Sârbu, Ion Toma e Nicolae Bănicioiu.
Rieletto deputato nel 2008 è quindi stato membro della commissione per i diritti umani (dicembre 2008-ottobre 2009), di quella giuridica (ottobre 2009-marzo 2011) e di quella per la politica estera (marzo 2011-dicembre 2012). Ha inoltre partecipato alla commissione per la revisione della Costituzione e a quella per l'analisi del funzionamento della giustizia.
Durante la legislatura 2008-2012 ha rivestito anche il ruolo di presidente della sottocommissione per il procedimento penale, costituita in seno alla commissione per la riforma del codice civile e del codice penale, di cui era vicepresidente. In tale veste ha promosso due disposizioni che hanno suscitato polemiche; una che presumeva che qualsiasi atto difensivo compiuto di notte in casa sarebbe stato considerato legittima difesa, e una che proibiva gli aborti terapeutici dopo la ventiquattresima settimana di gravidanza, che ha ricevuto forti critiche da diverse ONG.
Tra il dicembre 2008 e l'ottobre 2009 è stato ministro con delega ai rapporti con il Parlamento del governo Boc I, dimettendosi in conseguenza della decisione del PSD di passare all'opposizione.
In questo periodo si è distinto per le critiche tanto agli alleati di coalizione del Partito Democratico Liberale (PDL), quanto ad alcuni colleghi del suo partito, quali Marian Vanghelie, oltre che per vari posizionamenti non sempre fedeli alla linea ufficiale del PSD, per i quali è stato richiamato dalla dirigenza.
Nel corso della campagna elettorale per le elezioni presidenziali del 2009 Ponta è stato portavoce del candidato e leader del PSD Mircea Geoană, che è stato sconfitto al ballottaggio da Traian Băsescu.

### Presidente del Partito Social Democratico

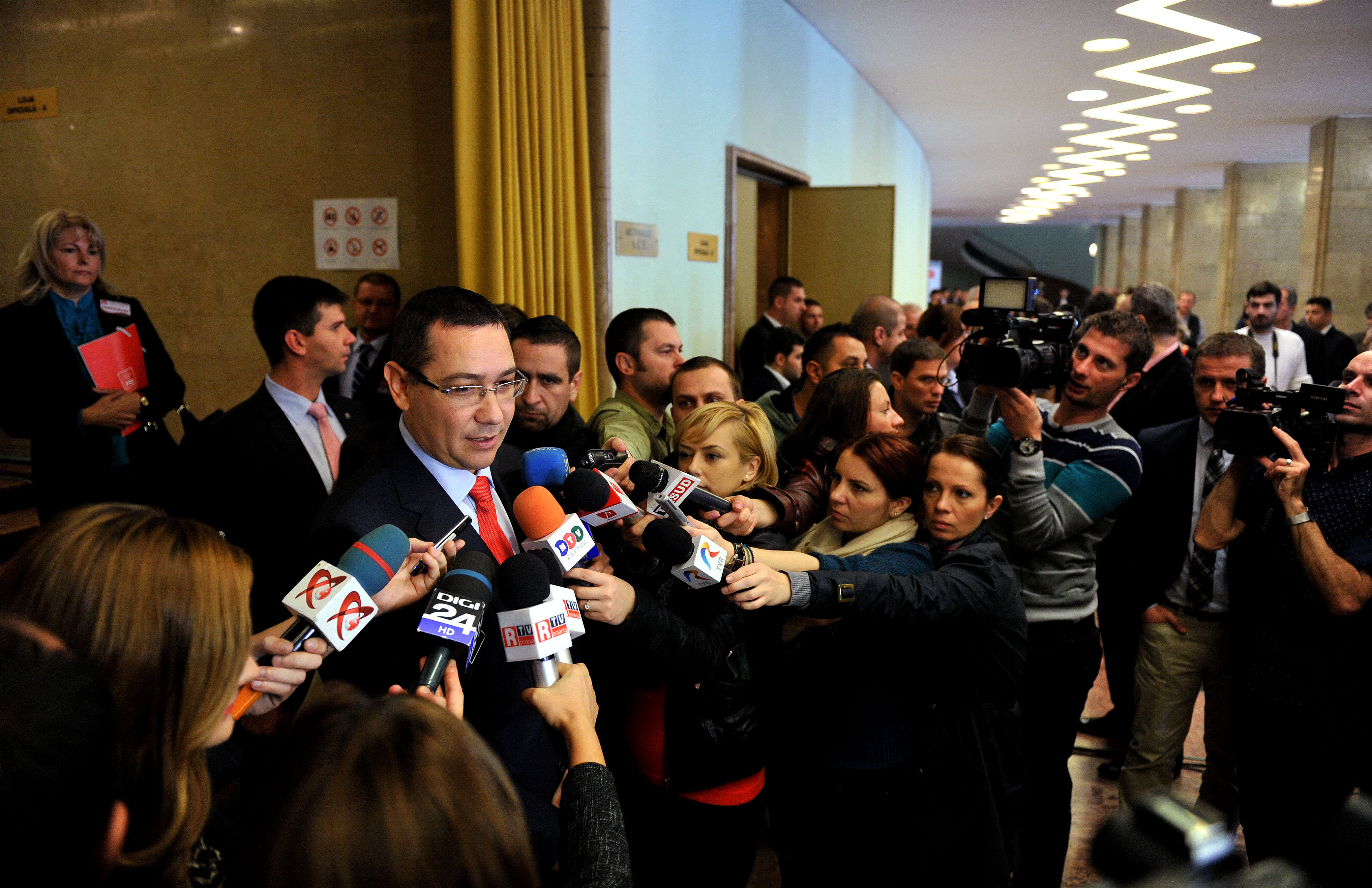
Ponta a un incontro annuale del PSD, che ha guidato dal 2010 al 2015.

Candidatosi alla presidenza del PSD al congresso del 20 e 21 febbraio 2010, Ponta ha ricevuto il sostegno di Ion Iliescu e Adrian Năstase, riuscendo a superare il leader uscente Mircea Geoană per 856 voti a 781. Alla successiva convention del partito del 16 ottobre 2010 è stato approvato il programma politico «Romania corretta, Romania sociale» (România corecta, România socială), che fungeva da base per un eventuale governo condotto dal PSD.
Da presidente del PSD Ponta ha sostenuto l'espulsione di Geoană, malgrado questi fosse presidente del Senato, e ha rafforzato i rapporti con il Partito Nazionale Liberale di Crin Antonescu, con cui condivideva l'opposizione al presidente della Romania Traian Băsescu. Nel 2011 Ponta è stato tra i fautori dell'Unione Social-Liberale (USL), coalizione che riuniva i partiti contrari alle politiche del governo. Il congresso del PSD del 7 aprile 2012 ha adottato diverse risoluzioni riguardanti la partecipazione alle elezioni locali e legislative nel quadro dell'USL. È stata quindi stabilita, in caso di successo, l'assegnazione della funzione di primo ministro a Ponta e quella di presidente della Romania ad Antonescu.
Il 27 aprile 2012 l'USL è riuscita a far passare una mozione di sfiducia contro il governo Ungureanu, che è stato costretto alle dimissioni. Il presidente della Romania ha quindi incaricato Ponta di formare il governo. Il governo Ponta I, formato da PSD, PNL e PC, è entrato in carica il 7 maggio 2012 dopo il voto di fiducia (284 voti favorevoli e 92 contrari).
Nell'agosto 2012 Ponta è stato eletto vicepresidente dell'Internazionale socialista.

### Conflitto istituzionale con Traian Băsescu

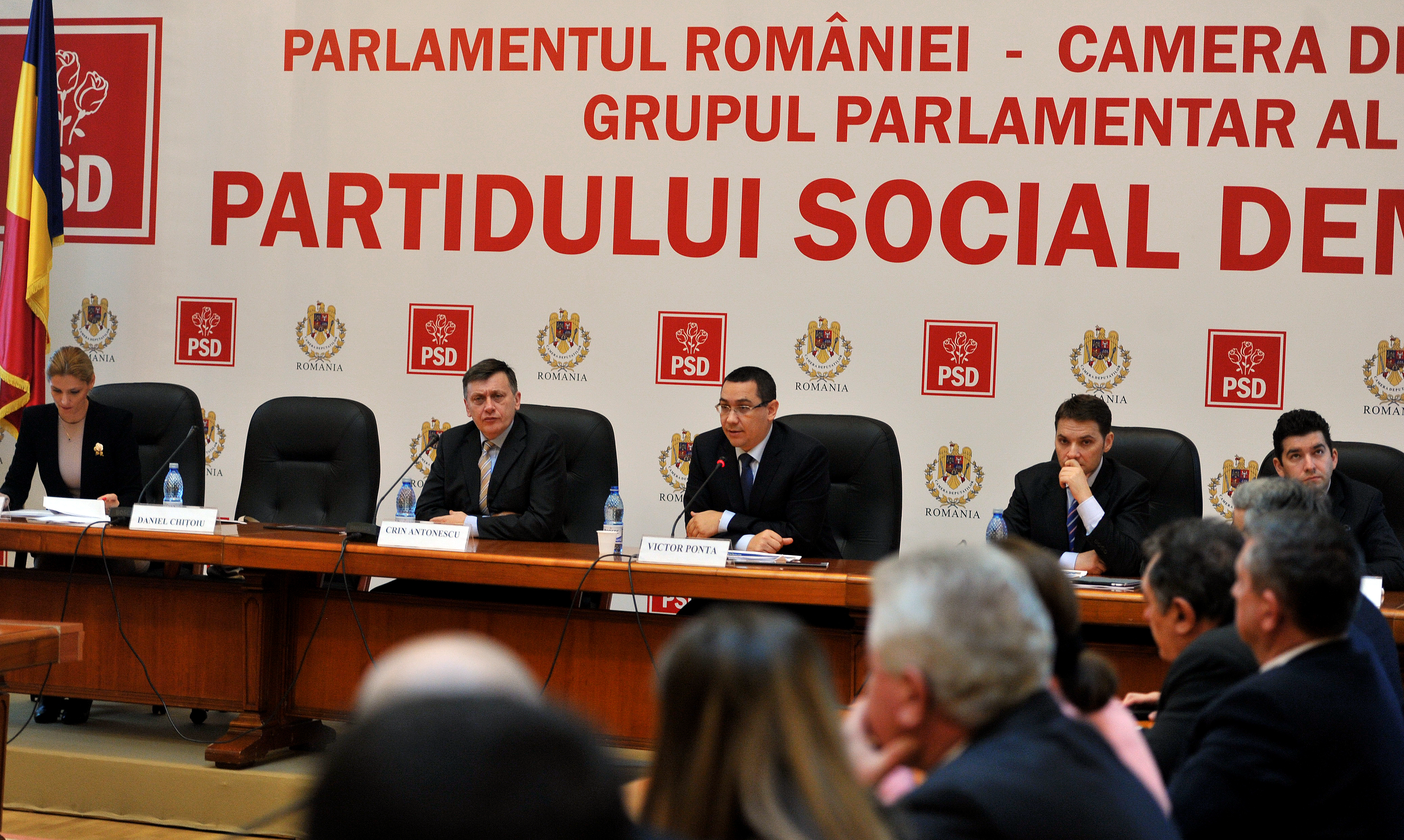
Victor Ponta con Crin Antonescu nel 2013.

Il primo ministro è entrato più volte in diretto conflitto con Băsescu, in un contesto che ha portato a numerosi ricorsi alla Corte costituzionale. L'USL ha fatto fronte comune contro il presidente della Romania che, dal canto suo, ha avuto parte attiva nel sostenere gli attacchi contro i leader della coalizione e ad appoggiare le accuse di plagio della tesi dottorale lanciate pubblicamente all'indirizzo di Ponta tra giugno e luglio 2012.
Il premier è entrato ulteriormente in polemica con Băsescu in relazione alla partecipazione al Consiglio europeo del 28 e 29 giugno 2012. Mentre uno sosteneva che rappresentare la Romania a tale evento fosse una competenza del primo ministro, l'altro la considerava una prerogativa presidenziale. Nonostante alla fine vi avesse preso parte Ponta, i giudici costituzionali però lo avevano ritenuto un diritto del presidente della Romania.
La nuova maggioranza USL ha revocato i presidenti delle due camere in area PDL e ha poi avviato le procedure per la sospensione del presidente Băsescu, che hanno avuto apice nel referendum celebratosi il 29 luglio 2012 e che ha decretato il ritorno in carica del capo di Stato a causa del mancato raggiungimento del quorum. A tal riguardo, il 12 luglio 2012 Ponta era stato invitato a Bruxelles dai vertici dell'Unione europea, che avevano trasmesso al premier le proprie preoccupazioni in merito alla crisi istituzionale in atto in Romania.
Il governo Ponta II, sostenuto da PSD, PNL, PC e UNPR, risultante dallo scrutinio del 9 dicembre 2012 largamente vinto dall'USL con circa il 60% delle preferenze, ha ricevuto la fiducia del parlamento il 21 dicembre con 402 voti favorevoli e 120 contrari.
Dopo le elezioni parlamentari, al fine di limitare ulteriori scontri con il capo di Stato, il 12 dicembre 2012 Ponta e Băsescu hanno messo la firma su un accordo di collaborazione istituzionale che, pur non avendo valore legale, provava a rassicurare i partner internazionali sulla stabilità della Romania.
Nel 2012 Ponta è stato altresì eletto per il suo terzo mandato alla camera dei deputati, in cui ha partecipato alle commissioni per gli affari europei (dicembre 2012-giugno 2014), per la politica estera (giugno 2014-marzo 2016) e per la difesa (marzo 2016-dicembre 2016).
Dopo le elezioni, tra il 19 e il 20 aprile 2013 il PSD ha organizzato un nuovo congresso che ha confermato la presidenza di Ponta con 3.851 voti su 3.932.

### Primo ministro

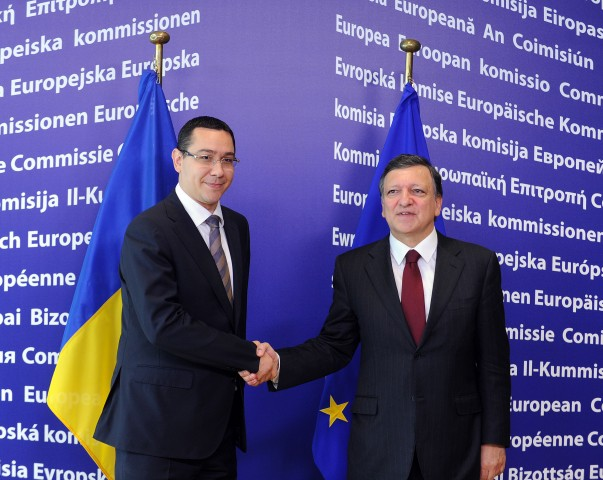
Ponta all'incontro con il Presidente della Commissione europea José Manuel Barroso nel 2012.

Sorretto da diverse maggioranze, frutto soprattutto del fenomeno della migrazione parlamentare, Victor Ponta ha condotto quattro governi tra il 2012 e il 2015, facendo fronte a continui scandali riguardanti i membri del governo e del partito.
In un primo momento, intenzionato a fornire un'immediata risposta ai problemi del paese, tra le priorità apertamente dichiarate dal primo ministro vi erano quella di stimolare la crescita del settore privato e quella di riportare il livello dei salari dei dipendenti pubblici a come erano prima della crisi, dopo che questi avevano subito pesanti tagli a causa delle riforme operate dal PDL. Nel maggio 2012, dopo aver ricevuto l'accordo da parte del Fondo Monetario Internazionale per l'aumento del deficit pubblico, ha emanato due ordinanze d'urgenza per l'alleggerimento della pressione fiscale sulle pensioni e per il ripristino degli stipendi della pubblica amministrazione.
Nelle prime settimane in carica è stato anche coinvolto in casi controversi. Il suo governo ha trasferito la competenza della gestione dell'Istituto Culturale Romeno (ICR) al Parlamento, con un atto definito dall'ex direttore dell'ICR Horia-Roman Patapievici e da altri intellettuali come un tentativo di politicizzare l'istituto. I dipendenti della TVR hanno poi minacciato di entrare in sciopero a causa delle nuove nomine della direzione.

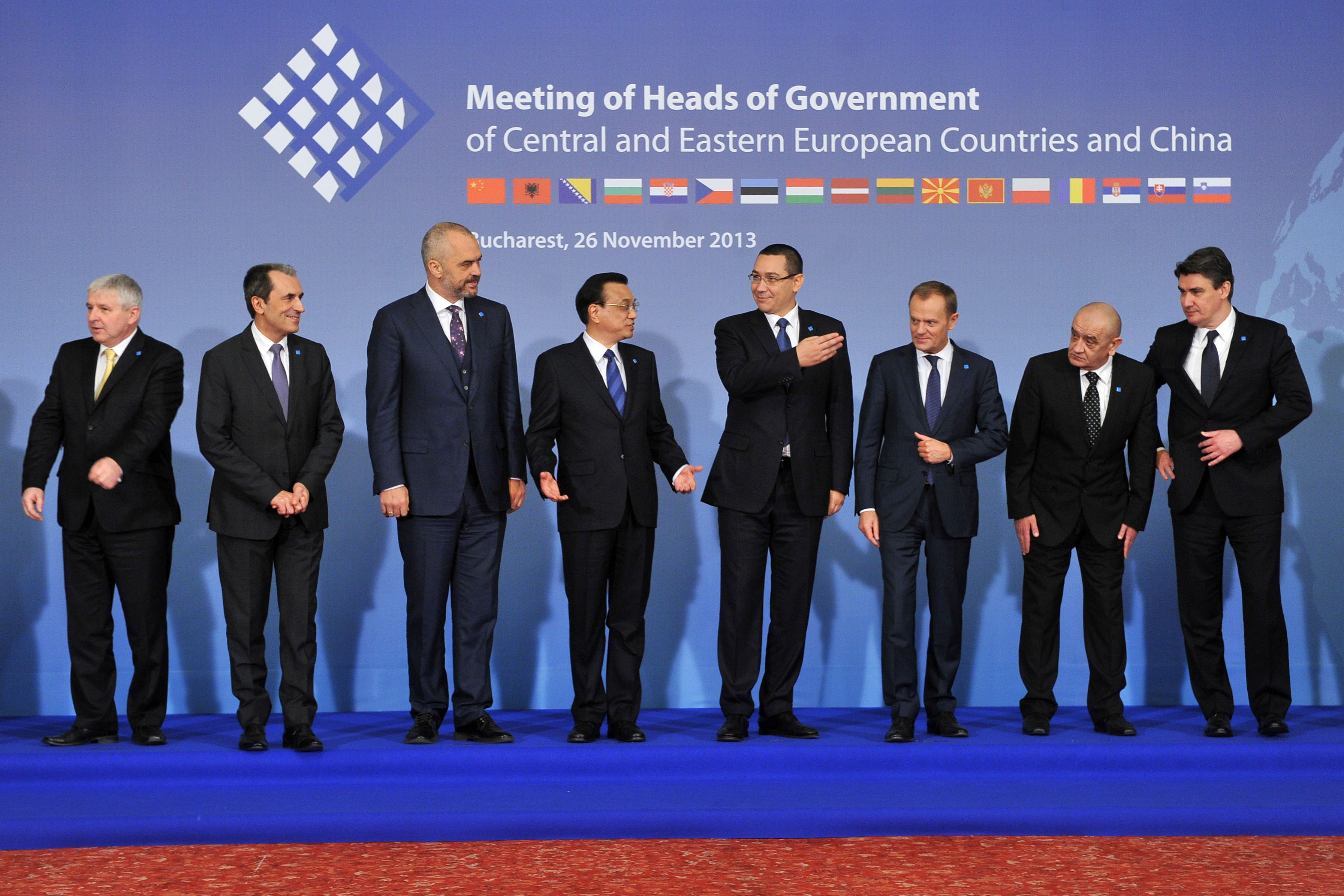
Ponta (quinto da sinistra) a Bucarest nel novembre 2013, all'incontro dei capi di governo dell'Europa centrale, orientale e la Cina.

L'esecutivo ha inoltre riaperto varie strutture ospedaliere in aree poco popolate che erano state oggetto delle politiche di austerità del precedente governo. Al fianco delle misure per l'innalzamento dei livelli salariali e delle pensioni e all'incremento progressivo dello stipendio minimo stabilito dalla legge, tuttavia, l'amministrazione Ponta con il tempo ha introdotto una serie di nuove imposte come, ad esempio, quelle sui carburanti e sulle costruzioni speciali.
Ponta si è confrontato anche con questioni riguardanti l'ambiente (lo sfruttamento dei giacimenti minerali della località di Roșia Montană e l'estrazione di gas da argille) sulle quali ha mostrato incertezze e che sono state causa di diverse manifestazioni di piazza a livello nazionale.
In un paese tormentato dal problema endemico della corruzione della classe politica, il governo nel 2013 ha provato ad introdurre una serie di modifiche legislative che avrebbero ridotto le pene per tali reati, iniziative che hanno avuto risonanza nazionale e, alla fine, sono state abbandonate su pressione dell'opinione pubblica. Sempre sul piano della giustizia nell'aprile 2013, Ponta ha nominato a capo della Direzione nazionale anticorruzione della Romania Laura Codruța Kövesi, malgrado le obiezioni del PNL, che la considerava un alleato di Băsescu.
Nei rapporti con le minoranze etniche, seppur nel 2012 Ponta avesse negato di voler istituire un piano di insegnamento in lingua ungherese presso l'Università di medicina e farmacia di Târgu Mureș, nel 2014 si è trovato costretto a rivedere la propria decisione, come conseguenza dell'ingresso dell'Unione Democratica Magiara di Romania nella maggioranza.
Sul piano estero nel 2013 ha avanzato la proposta, avversata da Băsescu, di un partenariato strategico con la Cina per attrarre investimenti, ma non ha avuto seguito.
L'ambizioso programma di riforma di Ponta è stato in molti casi completato a metà: a fronte della promessa di crescita del 4% annuo, il paese non è andato mai oltre il 3,4%, l'occupazione è cresciuta ma non al livello auspicato dal PSD, gli investimenti infrastrutturali sono stati limitati, mentre la riduzione dei contributi sociali per i datori di lavoro e dell'IVA, prevista dal nuovo codice di procedura fiscale introdotto nel 2015 dopo lunghi dibattiti, è stata applicata applicata in mancanza di misure compensatorie. L'annunciata riforma costituzionale non è stata mai realizzata, mentre il progetto di riorganizzazione delle unità amministrative è stato bocciato dalla Corte costituzionale.

### Elezioni presidenziali del 2014

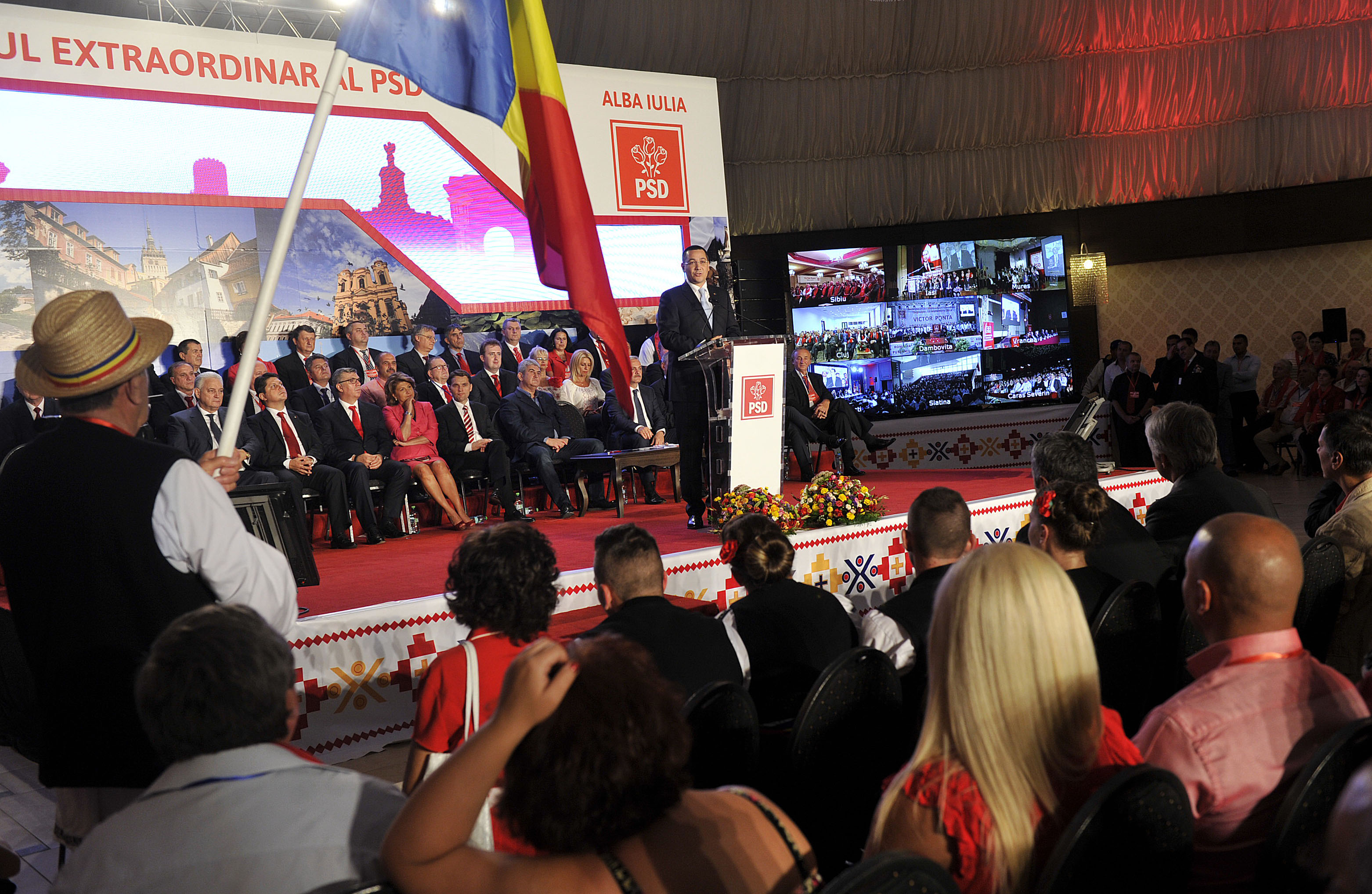
Ponta prende la parola al congresso nazionale del PSD di Alba Iulia del 2014.

Nel febbraio 2014 il PNL si è ritirato dalla maggioranza, in conseguenza di tensioni con il PSD, culminate nel rifiuto di Victor Ponta di accettare un rimpasto che avrebbe dato a Klaus Iohannis il ruolo di vice primo ministro. Ponta è quindi riuscito a formare una nuova maggioranza con il sostegno di UNPR, PC e UDMR, che gli hanno concesso il voto di fiducia parlamentare il 4 marzo 2014 con 346 favorevoli e 192 contrari.
Il 12 settembre 2014 il congresso del PSD tenutosi ad Alba Iulia lo ha designato quale candidato alla presidenza della Romania. Per la prima volta nella storia del partito il candidato era selezionato da uno scrutinio interno fra tutti i membri. Ponta, unico pretendente alla funzione, è stato nominato da 414.667 iscritti su 419.917. Il 20 settembre ha poi organizzato un evento di presentazione presso l'Arena Națională di Bucarest, che è stato caratterizzato da accenti nazionalisti, patriottici e religiosi, che sono stati richiamati più volte durante la campagna elettorale, e che avevano contraddistinto anche la recente propaganda politica del partito.
Ponta ha presentato un programma chiamato «La grande unione dei romeni» che, composto da dieci punti, illustrava gli obiettivi di una sua eventuale presidenza. Il documento sosteneva riforme istituzionali; misure per la crescita di salari e pensioni; una giustizia indipendente; sviluppo economico; investimenti in istruzione e salute; lotta alla corruzione; rispetto degli impegni presi con Unione europea e NATO.

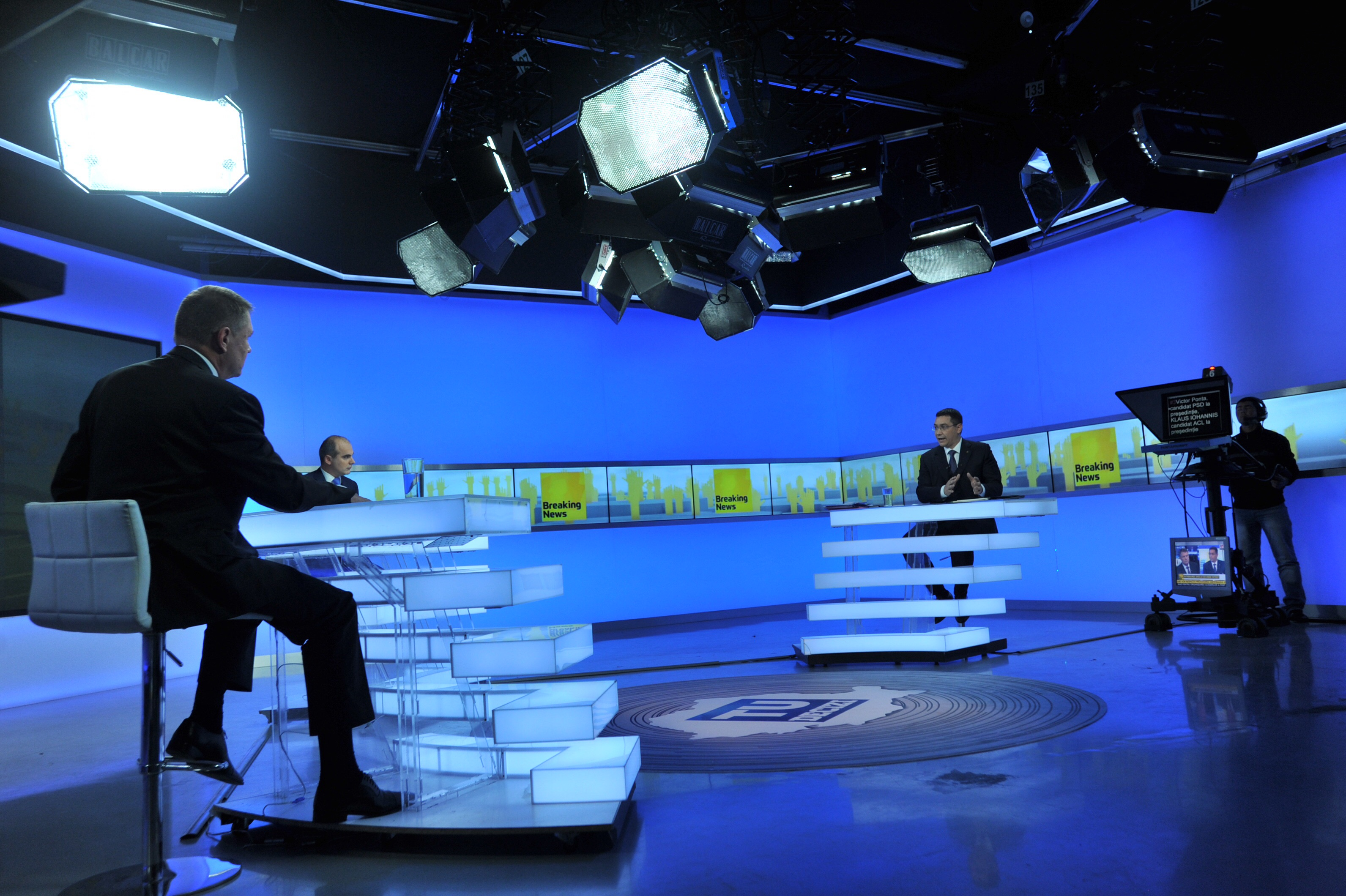
Ponta con il suo rivale, Klaus Iohannis, in un dibattito ospitato da Realitatea TV l'11 novembre 2014.

Sul piano retorico durante la campagna elettorale è più volte ricorso alla formula patriottica dell'orgoglio nazionale, ha rimarcato i risultati ottenuti da primo ministro e ha criticato l'operato del presidente in carica Băsescu, promettendo un cambiamento radicale rispetto alla sua amministrazione. Ad alimentare le polemiche, il 13 ottobre il capo di Stato ha accusato Ponta di essere stato un ufficiale sotto copertura del SIE nel periodo 1997-2001 quando era procuratore. Ponta è poi stato attaccato dall'opposizione che riteneva che approfittasse del ruolo di primo ministro per ottenere un vantaggio elettorale. La legge di bilancio per il 2015 approntata dal governo durante il periodo di campagna elettorale, ad esempio, accordava maggiorazioni degli aiuti sociali alle fasce svantaggiate e aumentava i finanziamenti per i luoghi di culto.
Al primo turno del 2 novembre 2014 Ponta ha conseguito 3.836.093 voti, pari al 40,44% delle preferenze, mentre il sindaco di Sibiu ed esponente del PNL, Klaus Iohannis, con 2.881.406 voti, pari al 30,37%, si è piazzato alle sue spalle.
Prima del ballottaggio delle elezioni presidenziali in diverse città del paese si sono svolte manifestazioni popolari contro Ponta, che era accusato di ostacolare il diritto di voto dei cittadini rumeni all'estero, a causa delle lunghe code e delle difficoltà incontrate nei seggi allestiti al di fuori fuori dalla Romania. Al secondo turno questa categoria di elettori si è quindi mobilitata contro il primo ministro in carica, votando in blocco per Iohannis e determinando l'inattesa sconfitta di Ponta. Iohannis ha vinto il confronto con il 54,4%, contro il 45,6% dell'avversario.
Il mese successivo l'UDMR ha lasciato la maggioranza, mentre il 15 dicembre 2014 Ponta ha ottenuto la fiducia per il suo quarto governo (377 favorevoli e 134 contrari), composto da PSD, UNPR e ALDE.

### Dimissioni da primo ministro

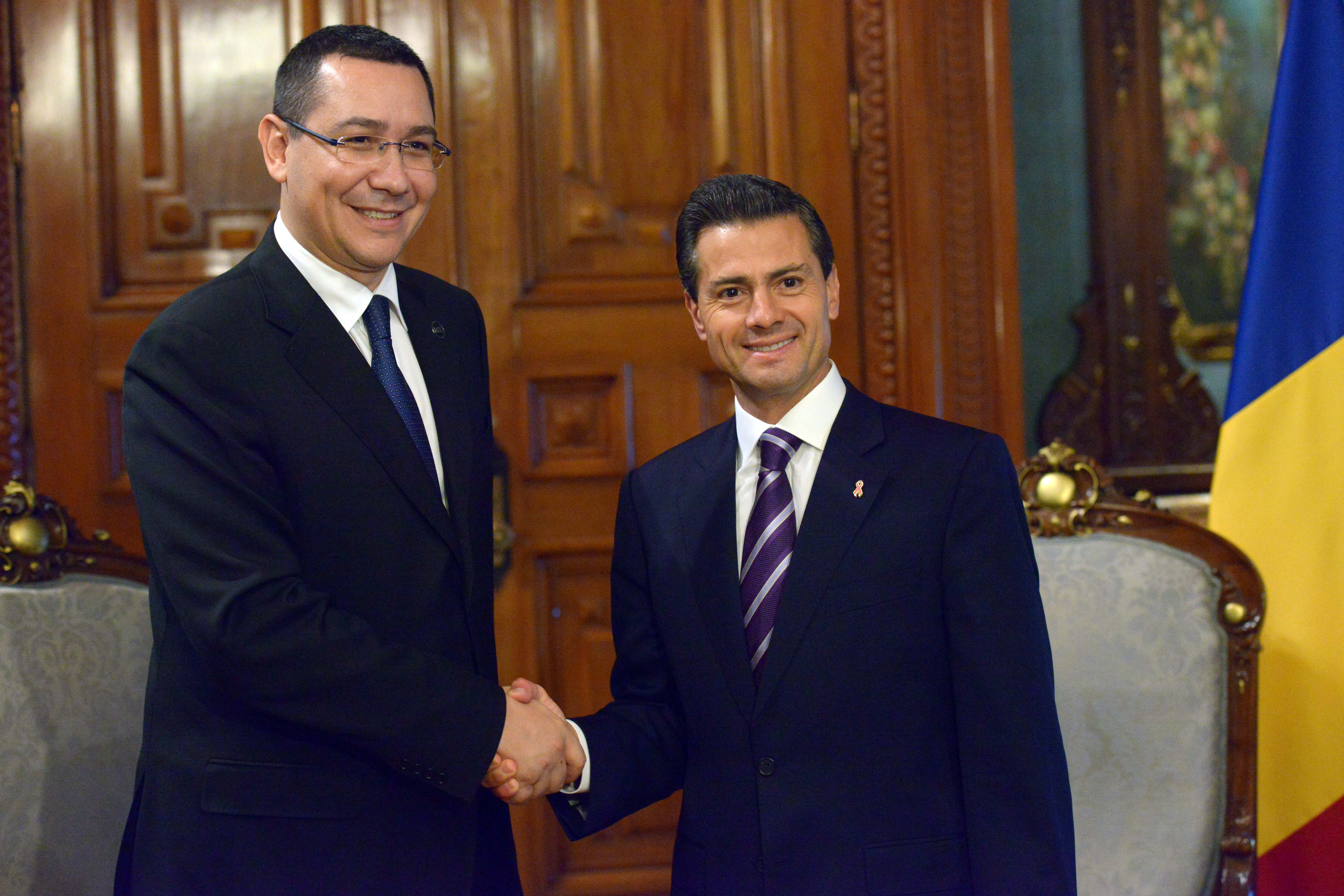
Ponta con il presidente del Messico, Enrique Peña Nieto, nell'ottobre 2015.

Il 5 giugno 2015 è stato informato dalla Direzione nazionale anticorruzione (DNA) dell'avvio di un procedimento penale per vari reati. Il primo ministro era accusato di conflitto d'interessi e per altri capi d'accusa per fatti commessi durante la sua attività di avvocato nel periodo 2007-2008: falso in scrittura privata, concorso in evasione fiscale e riciclaggio. Il 9 giugno 2015 la camera dei deputati, con 231 voti a 120, ha respinto la richiesta di autorizzazione a procedere contro Ponta avanzata dalla procura per il reato di conflitto d'interessi, relativo alla nomina a ministro di Dan Șova, dal quale in passato Ponta aveva ricevuto dei pagamenti. Per gli altri reati è stato rinviato a giudizio nel settembre 2015.
In seguito all'avvio dell'indagine, pur ignorando gli appelli di Iohannis che lo invitava a lasciare il governo, il 13 luglio 2015 Ponta si è dimesso dalla dirigenza del partito, affidando ad interim la presidenza del PSD a Rovana Plumb.
A causa di due temporanee assenze per motivi di salute, dal 22 giugno al 9 luglio 2015 e dal 29 luglio al 10 agosto 2015 è stato sostituito quale premier dal vice primo ministro Gabriel Oprea.
L'eco delle manifestazioni di piazza che hanno seguito l'incendio del Colectiv del 30 ottobre 2015, in cui hanno perso la vita 65 persone, il 4 novembre 2015 lo ha spinto a dimettersi da capo del governo. Il gesto di Ponta scaturiva dalle richieste delle migliaia di dimostranti che invocavano le dimissioni del primo ministro a causa delle accuse di corruzione e per un'inadeguata politica di sicurezza antincendio che aveva portato al rogo della discoteca. Ponta ha dichiarato «Rimetto il mio mandato, mi dimetto, e di conseguenza si dimette l'intero mio governo. Ho l'obbligo di constatare la legittima rabbia esistente all'interno della società e di assumermi le mie responsabilità. Spero che le dimissioni mie e del governo servano a riportare tranquillità nella popolazione». Iohannis ha successivamente nominato un governo tecnico con a capo Dacian Cioloș.
Esprimendosi sul Partito Romania Unita, cui si erano iscritti diversi suoi vecchi collaboratori, nel settembre 2016 ha affermato che in Romania c'era bisogno di un partito nazionalista, per rispondere alle necessità degli elettori che non si sentivano rappresentati da PSD e PNL. Ha però ribadito che alle elezioni parlamentari si sarebbe candidato nelle liste del PSD.
Eletto nuovamente deputato nella legislatura 2016-2020 è stato presidente della delegazione del parlamento rumeno presso l'assemblea parlamentare dell'OCSE (dicembre 2016-settembre 2017), presidente della commissione per le proposte legislative sullo sport (giugno 2020-dicembre 2020), e membro delle commissioni per gli affari europei (dicembre 2016-giugno 2018 e settembre 2019-dicembre 2020, di cui è stato anche presidente fino a settembre 2017), per la politica estera (dicembre 2016-giugno 2018) e per le indagini sugli abusi (giugno 2018-settembre 2019).

### PRO Romania

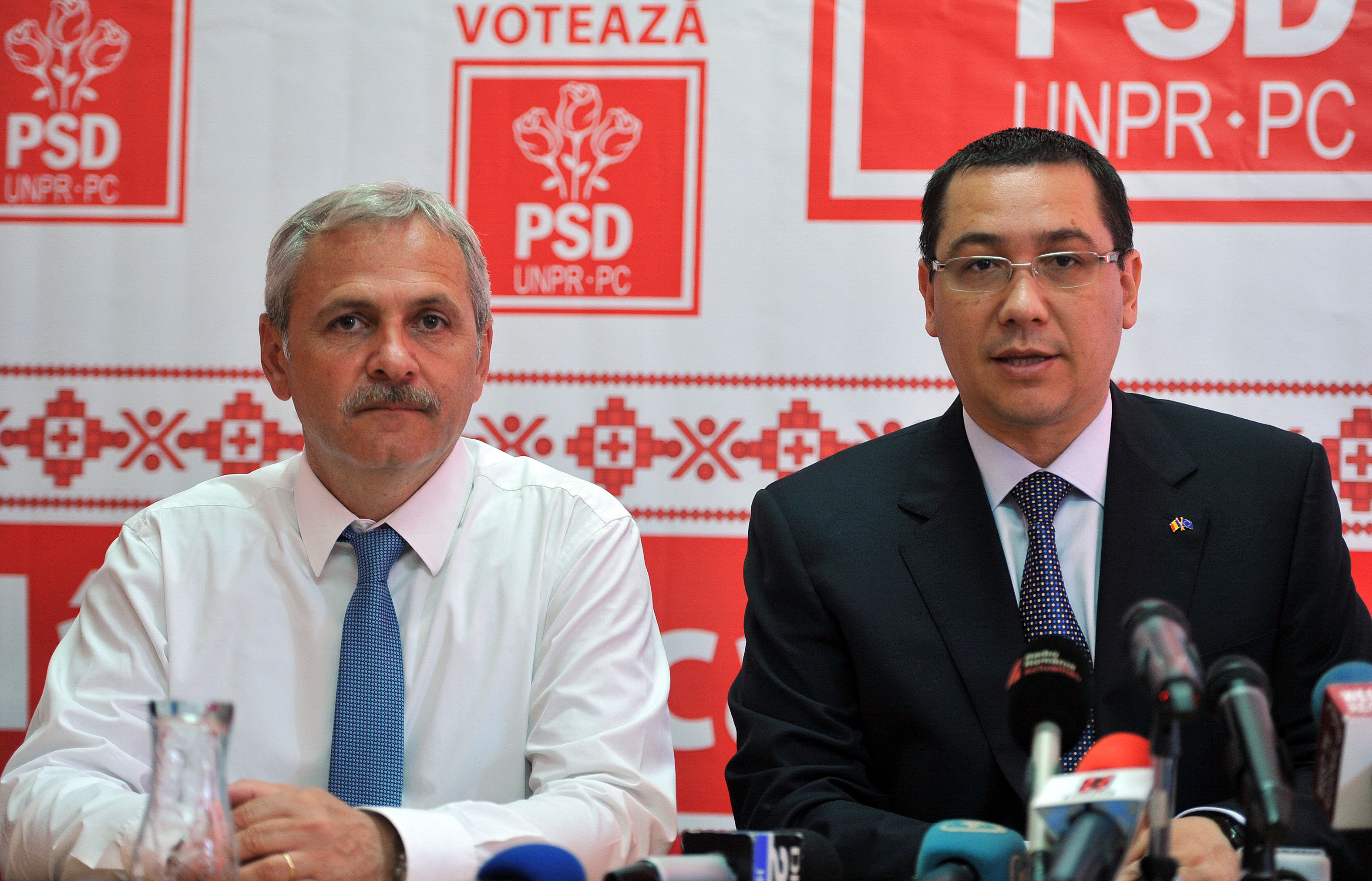
Ponta al fianco di Liviu Dragnea nel 2014.

Nel marzo 2017 ha lasciato il PSD per via di contrasti con il presidente Liviu Dragnea. Le dimissioni  dal partito furono però respinte. 
Il 16 giugno 2017 Victor Ponta è stato nominato segretario generale del governo dal primo ministro PSD Sorin Grindeanu, che si trovava al centro di un conflitto politico con Dragnea, venendo contestualmente espulso dal partito. Il governo Grindeanu però è stato sfiduciato dagli stessi parlamentari PSD pochi giorni dopo, il 21 giugno 2017.
Nell'autunno 2017 Ponta ha quindi fondato insieme a Daniel Constantin il partito PRO Romania, affermando che si proponeva di rappresentare un ampio segmento della società di ispirazione europeista, progressista e social-liberale. Nei mesi successivi si sono iscritti al partito numerosi parlamentari provenienti dal PSD che contestavano la leadership di Dragnea.
Ponta è stato formalmente eletto presidente di PRO Romania al congresso del 21 ottobre 2018 (871 voti su 876).
Alle elezioni europee del 2019 il partito ha ottenuto due seggi. Ponta, che era capolista, ha rinunciato all'elezione, optando per la posizione di membro della camera dei deputati. Nelle settimane seguenti PRO Romania è riuscito a costituire un gruppo parlamentare formato da una ventina di deputati con a capo Victor Ponta, che nell'ottobre 2019 si è associato agli altri partiti d'opposizione votando a favore della sfiducia al governo PSD di Viorica Dăncilă.
Nel novembre 2019 è stato nominato vicepresidente del Partito Democratico Europeo, cui PRO Romania aveva aderito nel mese di giugno.
Il partito si è successivamente avvicinato all'Alleanza dei Liberali e dei Democratici di Călin Popescu Tăriceanu, con cui ha prospettato una fusione e con cui ha concorso su liste comuni alle elezioni parlamentari del 2020. Con il 4% dei voti però PRO Romania non è riuscito a superare la soglia di sbarramento ed è rimasto fuori dal parlamento, evento che ha spinto Ponta a ritirarsi temporaneamente dalla politica. Nel 2021 ha aperto un'azienda di consulenza economica.

### Elezioni presidenziali del 2025
Ha riallacciato i rapporti con la dirigenza del PSD nell'agosto 2023, quando il primo ministro e presidente del partito Marcel Ciolacu lo ha nominato consigliere onorario per le relazioni economiche internazionali.
Nell'ottobre 2024 ha ufficializzato il suo ritorno nel PSD, che lo ha candidato alle elezioni nel distretto di Dâmbovița. Conseguita l'elezione, è stato indicato presidente della commissione economica della camera dei deputati.
Il 28 febbraio 2025 si è autosospeso dal PSD perché contrario alla scelta della dirigenza di sostenere Crin Antonescu alle elezioni presidenziali. Dopo varie dichiarazioni in cui esponeva la possibilità di candidarsi, il 3 marzo ha annunciato di aver completato la raccolta firme e il 7 marzo ha presentato l'agenda politica presidenziale fino al 2030.
Il 12 marzo ha registrato la candidatura all'ufficio elettorale. Contestualmente il PSD ha deciso di espellerlo dal partito.

## Controversie

### Plagio della tesi di dottorato

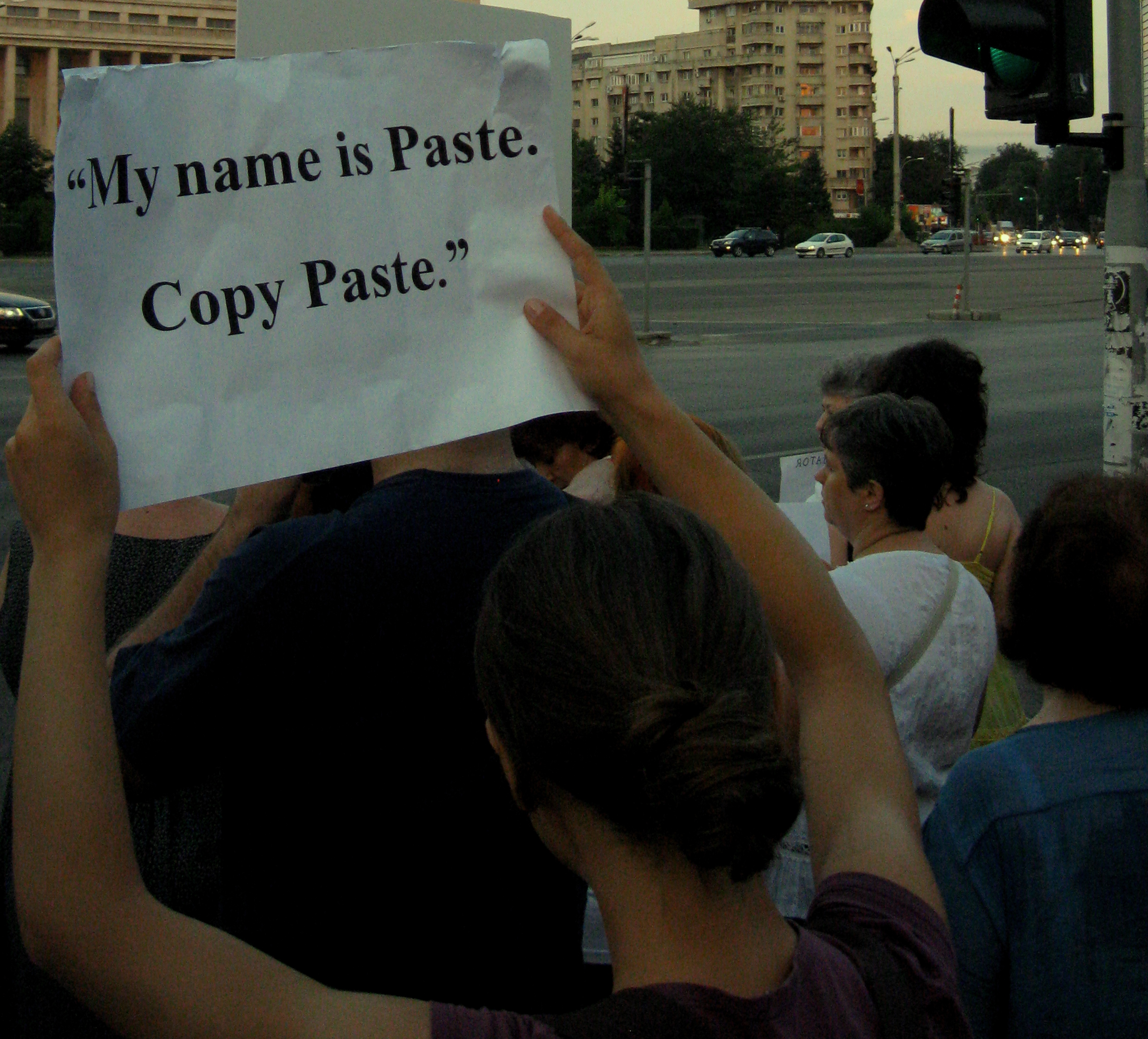
Protesta contro Ponta a Bucarest a Piața Victoriei, con un cartello che fa riferimento alla questione del plagio.

Il 18 giugno 2012 la rivista Nature ha pubblicato un articolo in cui affermava che la tesi di dottorato di Ponta, sostenuta nel 2003, fosse un plagio di un'altra opera e che non citava i corretti riferimenti bibliografici. Le accuse sono state reiterate anche dal quotidiano tedesco Frankfurter Allgemeine Zeitung. Ponta ha respinto le critiche.
Il 29 giugno 2012 la commissione incaricata di verificare la validità dei titoli di studio, il CNATDCU, ha accertato che parti della tesi fossero copiate. Secondo i membri del consiglio 85 pagine su 307 erano state riprodotte integralmente, senza alcuna menzione delle fonti originali. Tramite un decreto del 28 giugno emesso dal ministro dell'istruzione ad interim Liviu Pop (PSD), tuttavia, il CNATDCU era stato privato della competenza in materia, che era stata trasferita al Consiglio nazionale di etica (CNE) del ministero dell'istruzione.
Il 19 luglio 2012 il CNE ha scagionato Ponta, mentre un'ulteriore verifica eseguita dall'Università di Bucarest sosteneva l'ipotesi del plagio di un terzo della tesi. Ponta ha bollato le conclusioni della commissione come una decisione politica contro la sua persona.
Nell'agosto 2012 è stato denunciato da Adrian Răzvan Papahagi, Mihail Neamțu e Augustin Minel Ofițeru per frode intellettuale in relazione ad un'altra sua opera pubblicata nel 2010. La cassazione tuttavia ha respinto la loro richiesta nel 2014.
Il 16 dicembre 2014 Ponta ha inviato una lettera al rettore dell'Università di Bucarest, Mircea Dumitru, perché procedesse al ritiro del suo titolo dottorale. Poiché tuttavia non esisteva alcun regolamento che permettesse di rinunciare al titolo, il 29 dicembre 2014 il ministro dell'istruzione Sorin Cîmpeanu ha emanato un'ordinanza d'urgenza su quest'aspetto.
Sulla base di un nuovo rapporto del 27 luglio 2016 in cui il CNATDCU confermava il plagio, il 1º agosto 2016 Mircea Dumitru, divenuto ministro dell'istruzione, ha firmato l'ordine di ritiro del titolo. Ponta si è appellato contro la decisione, perdendo il processo in via definitiva nel luglio 2020.
Una delibera della Corte costituzionale del 2022 tuttavia ha stabilito che il ministro dell'istruzione non ha il potere di revocare i titoli di studio, poiché tale competenza appartiene ai tribunali. Sulla base del nuovo atto, Ponta ha chiesto e ottenuto dalla cassazione la revisione della sentenza definitiva emanata nel 2020. Nel settembre 2024 ha quindi riacquisito il titolo di dottore in legge.

### Incongruenze sugli studi universitari
Sul proprio curriculum vitae ufficiale, pubblicato sul sito della camera dei deputati, indicava di aver frequentato tra il marzo e il giugno 2000 un master in diritto internazionale penale presso l'Università di Catania. L'informazione è stata cancellata nel giugno 2012, dopo l'esplosione dello scandalo riguardante il plagio della tesi dottorale. L'evento è stato al centro di un'inchiesta giornalistica condotta dal quotidiano Adevărul, che ha interpellato l'allora rettore dell'ateneo siciliano, Antonino Recca, che ha negato che Ponta avesse mai conseguito un master a Catania. Ponta ha risposto sulla questione, chiarendo di aver rimosso alcune informazioni contenute nel suo curriculum per mantenere solamente i dettagli rilevanti per l'incarico di primo ministro. Ha dichiarato inoltre di aver seguito un corso di formazione presso l'Università di Catania e di aver ricevuto un diploma.
Un'ulteriore investigazione giornalistica ha rivelato che sull'edizione romena del sito di Who's Who, nella propria biografia pubblicata nel 2011, Ponta riportava di aver conseguito un master all'Exeter College nel quadro dell'Università di Oxford nel 2004. I rappresentanti delle due istituzioni hanno confermato che Ponta non ha seguito un master. Il primo ministro si è difeso asserendo di non aver mai menzionato in alcun curriculum di aver ottenuto un master, ma di aver solamente frequentato una summer school.

### Inchiesta Rovinari-Turceni

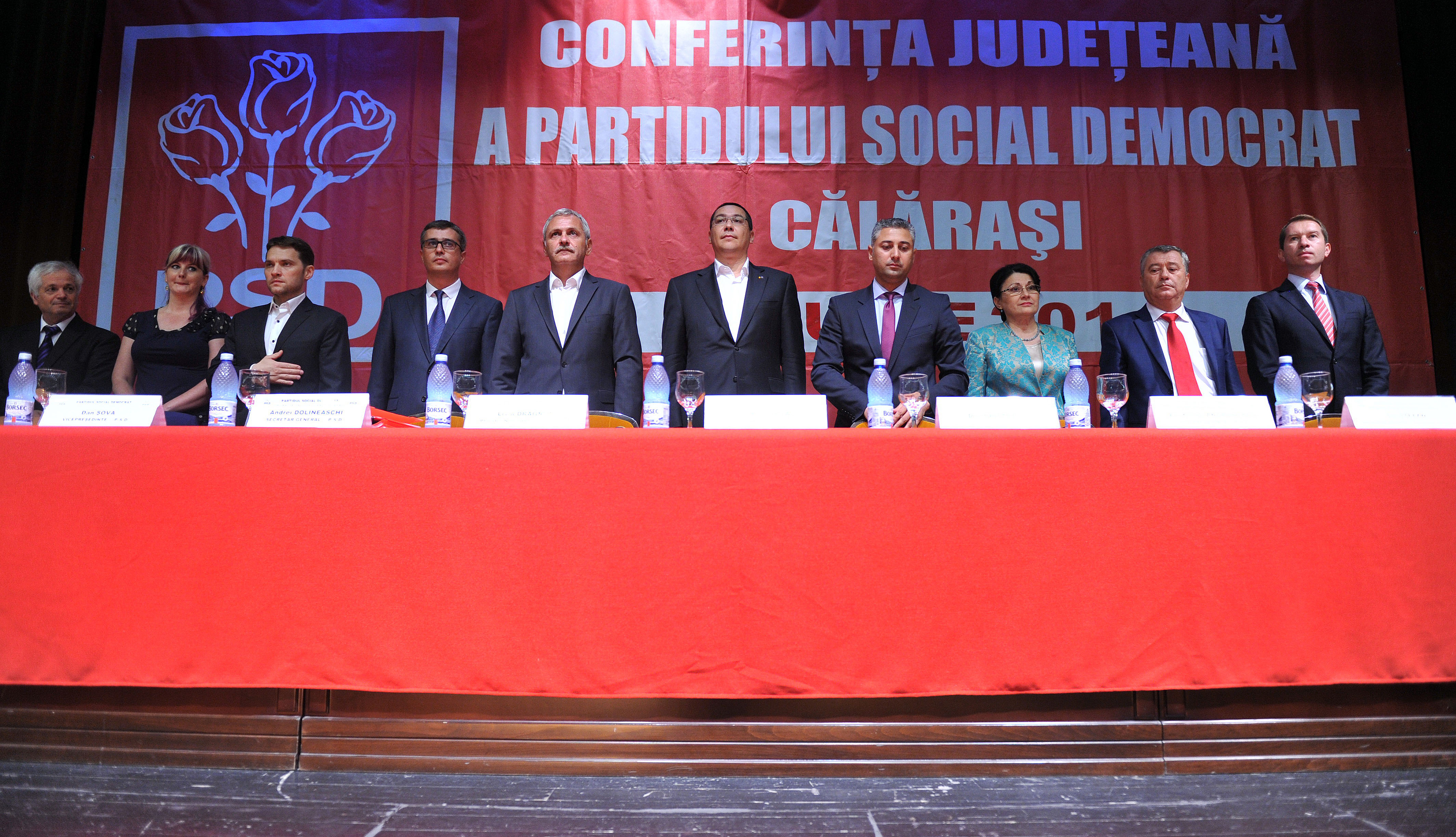
Dan Șova (terzo da sinistra) e Victor Ponta (centro) nel 2014. Entrambi sono stati indagati e prosciolti nell'inchiesta Rovinari-Turceni.

Il 5 giugno 2015 è stato inquisito dalla Direzione nazionale anticorruzione che lo accusava di conflitto d'interessi, falso in scrittura privata, concorso in evasione fiscale e riciclaggio. Mentre per il reato di conflitto d'interessi, connesso alla funzione di primo ministro e riguardante la nomina a ministro di Dan Șova, anch'egli indagato, la camera dei deputati ha negato l'autorizzazione a procedere, per gli altri capi d'accusa, riconducibili alla sua attività di avvocato, è stato rinviato a giudizio nel settembre 2015.
Al suo fianco sono stati indagati il senatore Dan Șova, l'ex direttore generale della centrale elettrica di Rovinari, Dan Laurențiu Ciurel, l'ex direttore generale della centrale elettrica di Turceni, Dumitru Cristea, e l'ex direttore economico della centrale elettrica di Turceni, Octavian Laurențiu Graure.
In relazione al reato di falso in scrittura privata, in qualità di avvocato nel 2011 lo studio di Ponta avrebbe presentato agli organi fiscali i giustificativi fittizi per dei servizi di consulenza giuridica prestati alla società di avvocatura di Dan Șova risalenti al periodo settembre 2007-dicembre 2008 che, in base alle ricerche dei procuratori, non sarebbero in realtà mai stati realizzati. Tali azioni avrebbero avuto la finalità di nascondere la reale natura delle somme trasferite da Șova a Ponta (181.439,98 lei, pari a circa 50.000 euro dell'epoca), operato che configurava il reato di riciclaggio. Secondo gli inquirenti i pagamenti sarebbero stati un bonus per Ponta, che sarebbe intervenuto per facilitare l'assegnazione di contratti di assistenza giuridica alla società di Șova da parte delle centrali elettriche pubbliche di Rovinari e Turceni. Una parte dei fondi sarebbe stata utilizzata per l'acquisto di due appartamenti a Bucarest che nel 2013, dopo la liquidazione del suo studio legale, sarebbero stati trasferiti al patrimonio personale di Ponta. Inoltre la società di Șova gli avrebbe garantito l'usufrutto gratuito di un'autovettura. Nel luglio 2015 una parte dei beni di Ponta è stata posta sotto sequestro.
Il fascicolo riguardante il conflitto d'interessi è stato archiviato il 22 marzo 2017, mentre quello sul reato di evasione fiscale è stato chiuso senza condanne l'11 maggio 2017.
Il 10 maggio 2018 l'Alta corte di cassazione e giustizia lo ha assolto in primo grado. Il 28 dicembre 2023 è stata pronunciata la sentenza definitiva di assoluzione.
Nell'aprile 2024 ha denunciato il ministero delle finanze, la DNA e il procuratore che ha emesso la decisione di rinvio a giudizio, Jean Nicolae Uncheșelu, invocando un abuso ai suoi danni.

### Indagini per abuso d'influenza
Nel 2016 la Direzione nazionale anticorruzione ha avviato un'inchiesta per abuso d'influenza finalizzata all'ottenimento di benefici indebiti e riciclaggio. Secondo gli inquirenti Ponta, in veste di presidente del PSD, nel 2012 avrebbe favorito la candidatura dell'imprenditore Sebastian Ghița nelle liste del partito, in cambio di un contributo di 220.000 euro per l'organizzazione di una visita in Romania del Primo ministro del Regno Unito Tony Blair. Le indagini sono state archiviate nell'ottobre 2022 senza rinvii a giudizio.

### Accuse nella funzione di capo del corpo di controllo del Governo
Nel dicembre 2012 l'ex ministro dell'economia ed ex sindaco di Bucarest Adriean Videanu ha accusato Ponta che nel 2002, nella veste di capo del corpo di controllo del Governo, avrebbe minacciato e spinto al suicidio il procuratore Cristian Panait, che si era rifiutato di indagare un collega che aveva messo sotto accusa il figlio del prefetto del distretto di Bihor, che era incaricato dal PSD e dall'allora premier Adrian Năstase. In una denuncia del 2003 la zia di Panait avrebbe riportato agli inquirenti che il nipote aveva affermato di essere stato incastrato da Ponta. Questi si è difeso menzionando di aver chiesto la riapertura delle indagini sulla morte di Panait, dichiarando che i due non si erano incontrati nei sei mesi precedenti l'evento e che non c'era stata alcuna rottura nel loro rapporto di amicizia.
Nel 2006 il segretario generale del ministero dell'Istruzione, Adrian Gorun, ha accusato Ponta di aver prodotto un rapporto che insabbiava le attività dell'ex ministro dell'integrazione europea Hildegard Puwak, che nel 2003 avrebbe favorito dei familiari nell'assegnazione di bandi gestiti dal suo ministero.

## Vita privata

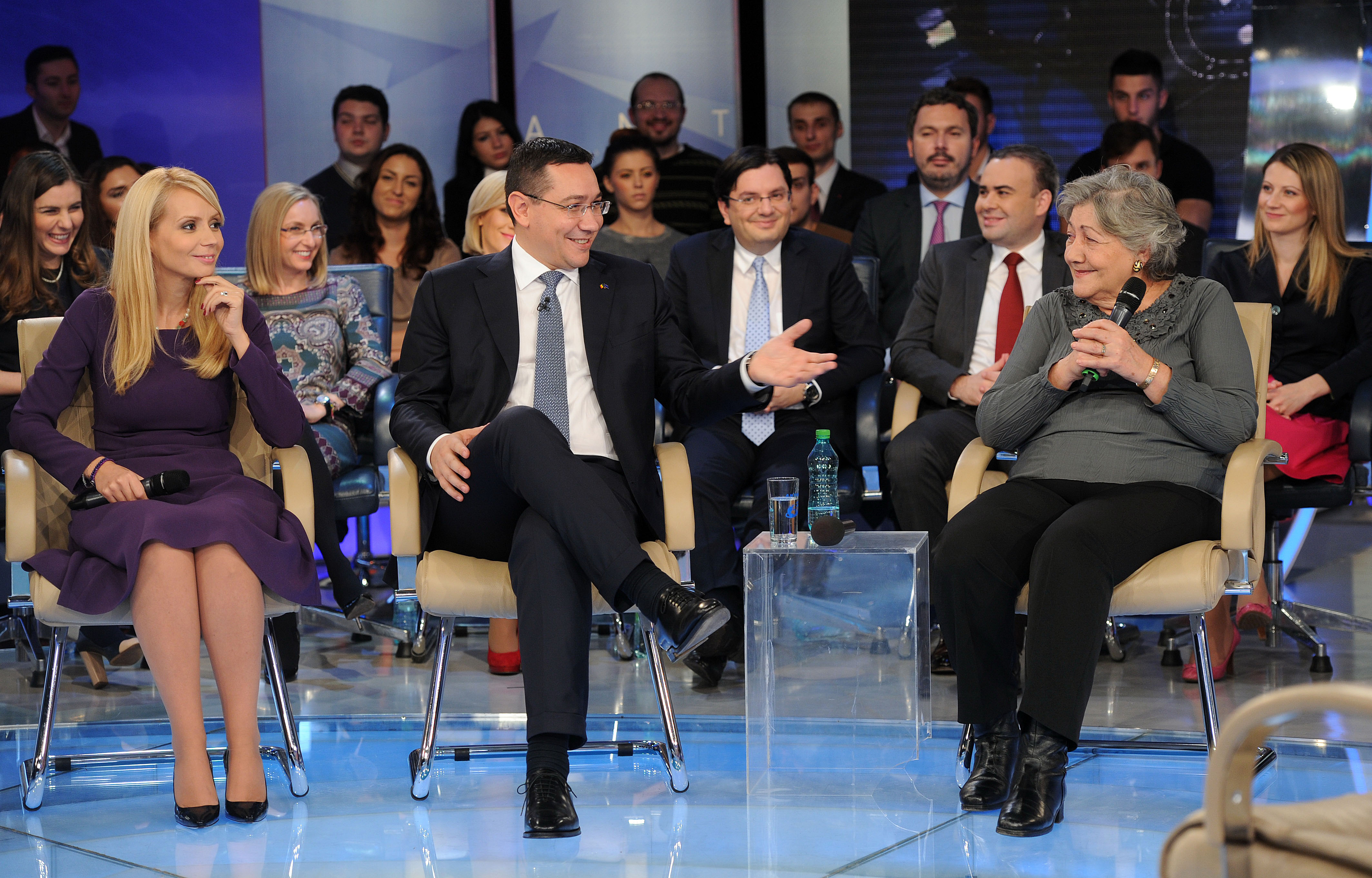
Ponta con la madre, Cornelia Naum (a destra) e l'ex moglie, Daciana Sârbu (a sinistra)

Nel 1989 ha vinto il campionato nazionale giovanile di basket con la maglia della CSA Steaua Bucarest. Inoltre, è un dichiarato sostenitore della squadra di calcio della Steaua Bucarest. Tra il 2008 e il 2009 è stato presidente della squadra maschile di pallacanestro del CS Energia Rovinari.
È stato anche pilota di rally. Nel 2008 ha vinto la coppa Dacia, partecipando come navigatore di Edwin Keleti.
Nel 1998 è convolato a nozze con la prima moglie Roxana, con cui ha avuto un figlio, Andrei, nato nel 2001. La coppia ha divorziato nel febbraio 2006.
Nel 2007 ha sposato in Cina la collega di partito Daciana Sârbu, figlia dell'ex presidente del Senato Ilie Sârbu. Il 21 giugno 2008 hanno celebrato il rito religioso in una chiesa di Bucarest. Hanno due figlie: Irina, nata nel 2008, e Maria, adottata nel 2020.. Hanno divorziato nel 2024.
Nel 2018 gli è stata conferita la cittadinanza onoraria serba su iniziativa del presidente Aleksandar Vučić, in riconoscimento degli aiuti forniti in occasione delle inondazioni che nel 2014 hanno colpito il paese. Vi ha rinunciato nel 2025, dopo aver presentato la candidatura alla presidenza della Romania, dichiarando di voler rivedere ogni aspetto della propria vita privata che potesse influenzare l'adempimento dei doveri costituzionali. Il 9 aprile 2025, in un'intervista concessa a Robert Turcescu nel corso della campagna elettorale per le elezioni presidenziali, ha destato clamore dopo aver affermato di aver ricevuto la cittadinanza serba perché nel 2014, in qualità di primo ministro, avrebbe ordinato di aprire le dighe delle Porte di ferro sul Danubio al fine di evitare l'inondazione di Belgrado, ma causando l'allagamento di alcuni villaggi sul territorio rumeno. Per tali dichiarazioni è stato criticato dagli altri candidati, mentre Ponta ha ribadito di aver agito per salvare vite umane.
È stato insignito del titolo di Cavaliere dell'Ordine del Fedele Servizio nel 2002, mentre nel 2004 ha ricevuto l'Ordine della Stella della Solidarietà Italiana.

## Pubblicazioni
- Scurt istoric al justiției penale internaționale,[173] R. A. Monitorul Oficial, Bucharest, 2001.
- Drept Penal - Partea generală. Note de curs,[174] Ed. Lumina Lex, Bucharest, 2004
- Curtea Penală Internațională,[175] Ed. Lumina Lex, Bucharest, 2004
- Noi provocări ale secolului XXI - Constituția europeană. Importanță, efecte și natură juridică,[176] Ed. Arhiepiscopia Tomisului, 2005, Constanța
- Drept penal. Partea generală,[177] Ed. Hamangiu, Bucharest, 2006